# الحرث (سمورة)
الحَرَث هي بلدية تقع في مقاطعة سمورة ، قشتالة وليون ، إسبانيا. وفقًا لتعداد عام 2004 ( INE ) ، يبلغ عدد سكان البلدية 194 نسمة.